# Statistika životního prostředí
Životní prostředí představuje soubor všech činitelů, se kterými přijde do styku živý subjekt, i podmínek, kterými je obklopen. Statistika z tzv. anorganických složek sleduje vodu (vodovody a kanalizaci) a ovzduší – tj. emise základních znečišťujících látek do ovzduší. Dále sem patří sledování finančních ukazatelů, jako jsou investice na ochranu životního prostředí či investice na nakládání s odpady podle - zdrojů financování.
Ne nepodstatným předmětem sledování životního prostředí jsou chráněná území; podle zákona o ochraně přírody a krajiny je rozlišováno 6 kategorií, a to národní parky a chráněné krajinné oblasti – označované jako velkoplošná chráněná území, a národní přírodní rezervace, přírodní rezervace, národní přírodní památky a přírodní památky – označované jako maloplošná chráněná území.